# Русский романтизм
Русский романтизм — направление в искусстве Российской империи, пик развития которого относится к 1810—1830-м годам. Русские романтики испытывали влияние немецкого и английского романтизма, однако данное направление имело в России ряд особенностей.
Идейным ядром русского романтизма стал патриотический подъём в стране после победы над Наполеоном I, что отличало его, например, от английского романтизма, который в большей степени был реакцией на результаты Французской революции.

## Основные черты и идеи
Русский романтизм имел как ряд сходств, так и ряд различий с западноевропейским. Так, в нём большое внимание уделялось личности человека, её конфликту с внешним миром и внутренним противоречиям. Романтический герой — бунтарь, отрицающий актуальную действительность, вступающий в конфликт с обществом и самим собой, порой обладающий незаурядными душевными качествами. Ещё одной общей с европейским романтизмом чертой стал приём, заключающийся в описании пейзажа, окружающего героя, для более глубокой передачи его чувств. В этот же период поэты обращаются к осмыслению своего места в жизни общества. Поэт становится обособленным от него гением, пророком, который, не гнушаясь радостями жизни обычных людей, тем не менее способен достигать более высоких материй и указывать на всё несовершенство мира.
Для русского романтизма, как и для всего романтизма в целом, было характерно обильное использование различных символов и образов, иносказания, метафор. При этом, романтические метафоры были гораздо вольнее, чем метафоры, классицизма. Такие поэты как Константин Батюшков и Василий Жуковский начали употреблять слова в новых сочетаниях, которые вне контекста являются непонятными и нелогичными (например, «прохладная тишина»). В целом, романтическая литература обладает гораздо большим набором средств выразительности. Кроме того, русский романтизм позаимствовал из Европы и интерес к национальной истории. Особенно он усилился после победы в Отечественной войне 1812 года, когда Россия по-настоящему утвердилась в качестве мировой державы, что вызвало интерес к истории этого государства.
Именно с периода русского романтизма в русской литературе важное место заняло понятие «народности» и всё, что с ним связано. Важность этой категории отражалась в различных элементах в большинстве форм литературных произведений. Так, в поэзии всё началось с описания жизни простого человека, отражающего исторический тип русского простолюдина. Первоначально творцы обращались именно к историческим образам, черпая вдохновение из наследия народного творчества. Затем, постепенно, от чувств героя ушедших лет авторы пришли и к переживаниям современных им людей. Народность в русском романтизме сочеталась с социальностью произведений, которая отражала особенности общества. В своих элегиях романтики активно заимствовали сюжеты и формы из плодов народного творчества — плачей, песен, сказаний и другого. При этом, авторам удавалось настолько сблизить свои произведения с народом, что они также становились элементами фольклора. Русская поэма эпохи романтизма отличалась своей эклектичностью, смешением различных стихотворных форм в одном произведении.
Русский романтизм, в отличие от западноевропейского, продемонстрировал гораздо меньший отход от идей эпохи Просвещения. Многие романтики по-прежнему выступали идеологами отмены крепостного права, сторонниками просветительской деятельности. В русском романтизме внимание к духу народа сочеталось с желанием освободить его от крепостного гнёта, ибо только так он мог сыграть уготованную ему великую роль в истории. Вместе с тем наметилось резкое непринятие сухого рационализма, поворот в сторону сентиментализма, человеческих чувств, которые должны были спасти народ от упадка. Отдавая дань классицизму и Просвещению, романтики продолжали большое внимание уделять эпохе Античности. Однако теперь их вдохновлял не культ разума, характерный для той эпохи, а свобода чувственного самовыражения человека, культ гедонизма.
В период зарождения русского романтизма активно осуществлялись переводы иностранных романтических произведений, откуда была почерпнута часть художественных приёмов. Однако изначально при переводе зарубежной поэзии русские авторы во многом следовали канонам Просвещения, усложняя первоначальный текст высокой лексикой, используя классические формы. Только несколько позже переводчики стали использовать более традиционные для романтизма средства выразительности.
В русском романтизме гораздо более тесно сочетались философия и искусство. Именно философия, прежде всего немецкая, подтолкнула русских талантливых людей к новым приёмам в искусстве. Более того, многие литературные произведения эпохи русского романтизма являются одновременно плодами художественной литературы и философскими сочинениями. С этим направлением связано такое явление как философская поэзия.
Философия оказывала мощное воздействие на развитие русского романтизма. Так, русские романтики активно восприняли философию Шеллинга, что предопределило во многом нравственный характер их творчества, преследование не только эстетического, но и этического идеала в творчестве. Это проявлялось не только в литературе, но и в живописи. Например, на картине Карла Брюллова «Последний день Помпеи» люди, пытающиеся спасти своих близких противопоставлены тем, кто стремится унести с собой как можно больше драгоценностей в столь роковой момент. Кроме того, они стремились через анализ внутреннего мира поэта или писателя, через самоанализ, выйти на глобальные и вечные философские проблемы.

## Русский романтизм в литературе
Литература стала одной из тех сфер искусства, в которой романтизм в России нашёл наиболее полное и многогранное отражение. В романтической литературе первой половины XIX века нашли своё сочетание художественность и философские размышления, возникло такое явление как «философская поэзия».
Одним из самых ярких представителей так называемого «предромантизма» стал К. Н. Батюшков. Он творил в ту эпоху, когда ещё оставались актуальными традиции классицизма, а также свою популярность не терял сентиментализм. Именно поэтому исследователи не могут однозначно отнести произведения Батюшкова к тому или иному направлению. Однако в его поэзии ярко проявились такие черты романтизма, как особое внимание поэта к собственным переживаниям, обращение к внутреннему миру человека, а также конфронтация с устоявшимися порядками мира, обособление поэта от остального общества.
Русские писатели и поэты неизбежно попали под влияние европейского романтизма, начавшего развиваться чуть раньше. В частности, помимо активного изучения и восприятия западного философского наследия, русские писатели занялись и переводами английской, французской, немецкой романтической поэзии и прозы. В этой сфере яркой фигурой стал В. А. Жуковский, которого считают родоначальником русского романтизма. Он, когда это ещё не было столь популярно, увлёкся переводами поэзии английских романтиков-лейкистов, за что его первоначально критиковал даже А. С. Пушкин. Жуковский не просто переводил стихи, но делал это весьма искусно, адаптируя под традиции русского стихосложения, при этом используя гораздо более близкую к гражданскому языку лексику, в отличие от той, что использовалась в эпоху классицизма. Неизбежно подвергшись влиянию переводимой им английской романтической литературы, Жуковский создал несколько лирических баллад — характерной для романтизма формы литературного произведения. При этом, сюжеты некоторых из них были позаимствованы из произведений иностранных авторов. В период Отечественной войны 1812 года в творчестве Жуковского ярко проявились и такие характерные романтические черты как обращение к истории и явный патриотический дух.
А. С. Пушкин, творивший в эпоху русского романтизма, также неизбежно воспринял идеи, господствовавшие в тот период. Зная английский язык, поэт читал в оригинале поэзию Байрона и Шекспира. Последний оказал на него значительное влияние на определённом этапе творческой жизни. Этот факт является иллюстрацией такого явления в культуре как шекспиризация, которому подверглись не только западные романтики, но и русские. Великий русский поэт воспринял ряд идей, выраженных в творчестве Шекспира. Так, он отказался от наигранности и театральности французской литературы, отдав предпочтение более народному слогу, простой лексике. Кроме того, он использовал шекспировский приём историзма для выражение своих идей, что ярко проявилось в поэме «Борис Годунов».
В эпоху русского романтизма творили и декабристы. Их проза и поэзия стали сочетанием идей классицизма и романтизма. От эпохи Просвещения они позаимствовали веру в силу человеческого разума и рациональности, стремление к возвышенности, тягу к красочному описанию помпезных событий. Романтизм же привнёс в их творчество культ человеческого чувства, порыва, горячности, что перекликалось с их революционными замыслами. Наиболее яркими представителями декабристской поэзии и прозы стали Рылеев, Кюхельбекер, Бестужев, Одоевский и другие.
С декабристами общался и один из ярких представителей «пушкинского круга» Е. А. Баратынский. В своих ранних произведениях он, хотя и сохранял характерные для классицизма формальные описания, однако уже избирал революционные для того периода темы. Баратынского интересовало изучение человеческого чувства, чем и объяснялся глубокий психологизм его произведений. В ранние годы одной из центральных тем его творчества было буйство чувств в эпоху Античности, он активно обращался к описанию античных празднеств. Однако постепенно он всё больше обращался к рассмотрению процесса развёртывания человеческого чувства, а кроме того, в эпоху декабризма, в его поэзии проявились и оппозиционные мотивы.
Русская романтическая проза развивалась медленнее, чем поэзия. Только в начале 1820-х годов, по оценкам В. Г. Белинского, в России начала появляться романтическая повесть. Одним из зачинателей русской романтической прозы стал Александр Бестужев. Он писал в жанре путевых записок, писем друзьям, создал ряд повестей. Как отмечал Белинский, он сделал целый ряд вещей, на которые не решались его предшественники. Так, в описании исторических событий Бестужев выбирал не самые знаменательные, а те, которые наиболее точно раскроют характер людей того времени, выбирал в качестве своих героев не выдающихся личностей, а обычных людей. К середине 1820-х годов в повестях Бестужева ярко проявилось стремление создать более сложный и противоречивый характер своих героев, вступающих в конфликт с обществом и обстоятельствами своей жизни. В прозе декабристов-романтиков прослеживается влияние английского романтизма. Так, сам Бестужев признавал, что в своих ранних работах во многом старался повторить приёмы и темы произведений Байрона, а Корнилович, писавший произведения на историческую тематику, вводил в повествование наряду с реальными героями вымышленных, что было свойственно и для Вальтера Скотта.
Восприняв традиции пушкинской поэзии, проникнувшись оппозиционными идеями декабристов, их развивал М. Ю. Лермонтов, который на зрелом этапе своего творчества придал традиционным романтическим чертам новые качества. В его раннем творчестве прослеживается влияние на поэта традиций пушкинского круга, английских романтиков (в особенности Джона Байрона). Так, он продолжал использовать в своих произведениях разговорную лексику, при этом решившись добавить её и в драматические произведения (в драму гражданская речь вошла позже). Поэт высказывает политические идеи вольности, а также обращается к анализу человеческих страстей, понятий долга, чести и иных тем, которые были популярны в тот период среди романтиков. Однако романтический герой Лермонтова постепенно претерпевал определённые изменения. Если раньше герой романтического произведения необходимо должен был отличаться выдающимися качествами, представать читателю в героической обстановке, то герой Лермонтова, хотя он и продолжал находиться в конфликте с миром, сам был не лишён типичных черт члена общества и пороков.

## Русский романтизм в живописи
В живописное искусство романтизм в России проникал медленнее, чем в литературу. Вплоть до середины XIX века оставались востребованными классицистические традиции, в то же время прошёл свой пик популярности сентиментализм. В начале XIX века русская живопись отличалась формализмом, художники зачастую писали портреты и прочие работы под заказ, что сковывало их возможности самовыражения, не позволяло передать всей глубины изображавшихся ими личностей, так как они должны были представить их облик максимально идеализированным.
Важным толчком к развитию русского романтизма в том числе и в живописи стала Отечественная война 1812 года. Именно в процессе защиты родины люди осознали свою значимость, в связи с чем деятелей искусства начал всё больше интересовать внутренний мир человека. Такие художники как Орест Кипренский и другие старались изобразить людей на своих портретах в исключительных обстоятельствах, в моменты их личностного апогея, торжественности. С другой стороны, портретисты постепенно отходили от стремления идеализированно и при этом точно передать внешность человека. Их первоочерёдной задачей становилась передача внутреннего мира личности. Романтические портреты отличаются символизмом фона, на котором изображались люди, их одежда подчёркивала их индивидуальность, а с помощью детального прописывания выражения лица художникам удавалось повторить уникальное душевное состояние изображаемого.
Одной из ярких фигур русской романтической живописи стал Карл Брюллов. Он не только решился изменить традициям классицизма в написании картин, но изменил и саму их тематику. Необычной для его времени стала картина «Итальянский полдень», на которой изображена собирающая виноград простолюдинка, что обусловило холодное принятие картины культурной элитой того времени. Ярким примером отхода от классицизма к романтизму стала и картина художника «Последний день Помпеи». Данное полотно представляет собой характерное для русской живописи этого периода сочетание классицизма и романтизма. Отдавая дань классицизму, художник сохранил чистоту красок, с помощью светотени создал типичную для классицизма композицию, где главные герои расположены на первом плане. Изображение людей, охваченных паникой, осталось весьма идеализированным. Однако нетипичным для классицизма является изображение всех героев картины одинаково вовлечёнными в действие, охваченных паникой. На картине нет доминирующей композиции, главной фигуры. На ней изображено единое действо, художник постарался передать общую панику народа Помпеи.

## Русский романтизм в театральном искусстве
В театральных постановках во второй четверти XIX столетия также начали проявляться романтические мотивы. Если классическая пьеса предполагала ряд устойчивых приёмов, несменяемость места действий, а сентиментальная акцентировала внимание на эмоциях героев, драматизации событий, то в романтических постановках, частично сохранивших сентиментальные традиции, появилось гораздо больше динамики. Они стали более сюжетными, здесь уже могло сменяться множество мест действий, дней. От сентиментализма в романтических постановках осталось повышенное внимание к чувствам и переживаниям героев. Многое было почерпнуто из литературы. Так же стали изображаться герои-изгои в обществе, зачастую являющиеся неординарными и/или сильными личностями, в исключительных обстоятельствах. Кроме того, активно начали использоваться мистические мотивы, постановщики старались изобразить потусторонних существ, духов, различные сверхъестественные явления. Необычным стало и то, что своё внимание на театральное искусство впервые обратили политические деятели. Огромную его роль в политическом и нравственном воспитании признавали декабристы. Они крайне положительно оценили пьесу «Горе от ума» Александра Грибоедова, посчитав её крайне прогрессивным произведением в духе времени. Действительно, центральное лицо пьесы Чацкий представляет собой романтического героя, обладающего незаурядными умственными качествами и понимающего чуть больше, чем окружающие его люди, в результате чего и происходит его конфликт с традиционным обществом. Кроме того, декабристы считали, что современная им театральная постановка необходимо должна чётко различать в себе добро и зло и обличать последнее, что, однако, больше отсылало их к канонам классицизма.
Театральные романтические постановки условно делятся на два направления: консервативное и прогрессивное (либеральное). К последнему относились и пьесы некоторых декабристов. В консервативных же постановках нашла своё отражение другая характерная для романтизма черта: в указанные годы их основной темой был подвиг русского народа в борьбе с Наполеоном I, обращение к русской истории, патриотический дух. В романтических пьесах этого направления также начали более динамично сменяться события, а главные герои представляли собой незаурядных личностей, способных на подвиг. Ярким примером этого направления стали произведения Николая Полевого. В своих пьесах он активно выражал позицию в пользу самодержавия, его герои шли на подвиги ради царя. Писал он и пьесы, посвящённые самим фигурам правителей, среди которых, например, был Пётр I, являвшийся действительно незаурядной и яркой личностью. В пьесах Полевого, как и в романтических драматических произведениях других авторов этого направления, зачастую искажалась историческая правда с целью возвеличивания исторических личностей и событий.